# サンシャイン (スティーヴィー・ワンダーの曲)
「サンシャイン」（原題： You Are the Sunshine of My Life）は、スティーヴィー・ワンダーの楽曲。1972年のアルバム『トーキング・ブック』で発表され、翌1973年にはシングル・カットされた。

## 解説
演奏はスティーヴィー、スコット・エドワーズ（ベース）、ダニエル・ベン・ゼブロン（コンガ）の3人による。ゲスト・ボーカリストとしてジム・ギルストラップ、グロリア・バーリー、ラニ・グローヴスが参加。
本国アメリカでは、『ビルボード』誌のHot 100とアダルト・コンテンポラリー・チャートの2部門で1位に達し、R&Bチャートでは3位に達した。グラミー賞では、本作で最優秀男性ポップ・ボーカル部門を受賞。
「ローリング・ストーンの選ぶオールタイム・グレイテスト・ソング500」（2021年版）において183位にランクされている。

## カヴァー
- ライザ・ミネリ - 『Liza Minelli, The Singer』（1973年）
- ジョニー・マティス - 『Killing Me Softly with Her Song』（1973年）
- ザ・ベンチャーズ - 『Only Hits』（1973年）
- マリーナ・ショウ - 『Live at Montreux』（1973年）
- フランク・シナトラ - 『Some Nice Things I've Missed』（1974年）
- ブレンダ・リー - 『New Sunrise』（1974年）
- ペリー・コモ - 『Perry』（1974年）
- ペトゥラ・クラーク - 『Live in London』（1974年）
- ジョージ・シアリング - 『Way We Are』（1974年）
- ボビー・ハンフリー - 『サテン・ドール』（1974年）[7]
- シンガーズ・アンリミテッド - 『Feeling Free』（1975年）
- メル・トーメ&バディ・リッチ - 『Together Again: For the First Time』（1978年）
- ステファン・グラッペリ - 『At the Winery』（1980年）
- 小野リサ - 『Pretty World』（2000年）
- 平井堅 - トリビュート・アルバム『Conception an Interpretation of Stevie Wonder's Songs』（2003年）- 日本盤のみ
  - 平井のシングル「Style」（2003年）にカップリング曲として再収録された。
- 方大同 - 『Timeless』（2009年）